# Baillie Gifford Japan Trust
Baillie Gifford Japan Trust plc. ist eine britische Investmentgesellschaft mit Sitz in Edinburgh.
Sie investiert in Wertpapiere von kleineren und mittleren japanischen Unternehmen. Diese sind in der Regel in Japan notiert, obwohl das Portfolio auch Unternehmen umfassen kann, die in anderen Ländern notiert sind und deren Geschäft überwiegend in Japan stattfindet, sowie nicht notierte Unternehmen. Die Manager haben die Erlaubnis, große Unternehmen zu kaufen, wenn es in dem Sektor keine kleinen gibt oder wenn die Investitionsmöglichkeit besonders attraktiv erscheint. Das Portfolio umfasst 40–70 Titel. Der Zeithorizont der Investitionen beträgt in der Regel drei bis fünf Jahre. Das Unternehmen investiert in verschiedene Sektoren, darunter Chemie, verarbeitendes Gewerbe, Finanzwerte sowie Handel und Dienstleistungen.
Im Juni 2024 beliefen sich die verwalteten Mittel auf insgesamt 876 Mio. Pfund.
Der Fondsmanager des Trusts ist Matt Brett.
Das Unternehmen ist an der Londoner Börse gelistet und Teil des FTSE 250 Index.

## Geschichte
Der Baillie Gifford Japan Trust wurde 1981 gegründet. Er ist der am längsten bestehende japanische Investmenttrust, der das Auf und Ab der Unternehmensaktivitäten im japanischen Sektor überstanden hat. Der erste spezialisierte japanische Investmenttrust wurde Anfang der 1970er Jahre gegründet, als Japan im Zuge einer raschen wirtschaftlichen Expansion seine Beschränkungen für den Aktienbesitz durch Ausländer lockerte. Das Unternehmen führte im November 2000 einen Aktiensplit im Verhältnis 5:1 durch.